# Thelodus
Thelodus è un genere di pesce primitivo estinto, vissuto nel Siluriano; i suoi fossili sono stati ritrovati in tutto il mondo.
Apparteneva alla classe dei telodonti, un gruppo di pesci privi di mascelle e della caratteristica placcatura tipica degli Heterostraci. La posizione orale di questo animale (ovvero la bocca) suggerisce che si cibava sui fondali oceanici. Nonostante questo stile di vita era anche un buon nuotatore, come indicato dalla sua forma allungata e dalla stabilizzazione della pinna dorsale, della pinna anale e delle appiattite pinne pettorali.